# John Gurney (1749-1809)
John Gurney (10 novembre 1749 - 28 octobre 1809) est un banquier anglais et membre de la famille Gurney de Norwich. Outre son rôle d'associé dans la banque de Gurney, il est connu comme le père des réformateurs sociaux Elizabeth Fry et Joseph John Gurney, de l'écrivain Louisa Gurney Hoare et du banquier Samuel Gurney.

## Biographie
John Gurney est né en 1749 dans une famille Quaker influente qui a créé la banque Gurney en 1770. Au tournant du XIXe siècle, l'entreprise familiale est dirigée par Bartlett Gurney (1756-1802). Lorsqu'il meurt sans enfant en 1802, des membres d'une autre branche de la famille lui succèdent et John et son frère Richard (1742–1811) deviennent associés de la banque en 1803 .

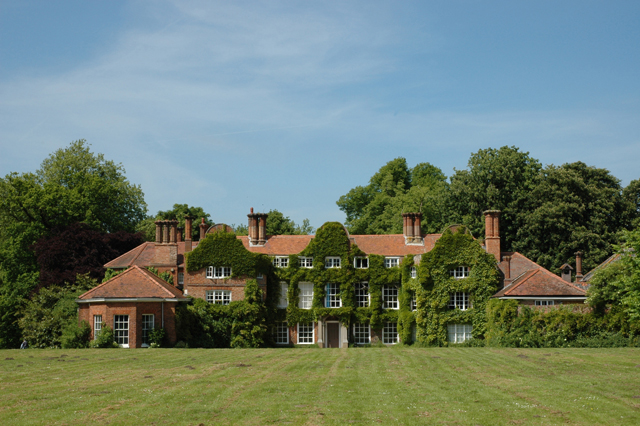
Earlham Hall, résidence de John Gurney et maison d'enfance de sa fille Elizabeth Fry

John Gurney vit à Earlham Hall près de Norwich . Le 26 mai 1775 à Tottenham, Londres, il épouse Catherine Bell (1755–1794), fille de Daniel Bell et de Catherine Barclay, membre de la famille Barclay, qui sont parmi les fondateurs de la Barclays Bank. La sœur de Catherine est Priscilla Wakefield, écrivain sur l'économie féministe et la littérature pour enfants. John Gurney et sa femme ont 13 enfants, dont les banquiers Samuel Gurney et Daniel Gurney, les réformateurs sociaux Elizabeth Fry et Joseph John Gurney, tandis qu'Hannah épouse Thomas Fowell Buxton. Une autre fille Louisa Hoare, est écrivain sur l'éducation. Lorsque la femme de John Gurney meurt en 1794, Elizabeth devient en partie responsable des soins et de la formation de ses jeunes frères et sœurs.
Au XIXe siècle, la famille Gurney est connue pour sa richesse : dans l'opéra comique de 1875 de Gilbert et Sullivan « Trial by Jury », un personnage décrit son accumulation de richesse jusqu'à ce que je devienne aussi riche que les Gurney .
À la mort de John Gurney en 1809, son fils Samuel Gurney prend le contrôle de la Gurney's Bank à Norwich. À peu près au même moment, il prend également le contrôle de l'entreprise londonienne de courtage de billets de Richardson, Overend & Company, dont le nom est ensuite changé en Overend, Gurney and Company. Elle devient la plus grande maison de discount au monde.

## Descendance
John Gurney et sa femme Catherine Bell ont 13 enfants, dont plusieurs sont morts jeunes. Les enfants survivants sont :
1. Elizabeth Gurney (1780–1845) ∞ 1800 Joseph Fry (1777–1861)
2. Hannah Gurney (1783–1872) ∞ Sir Thomas Buxton, 1er baronnet (1786–1845)
3. Louisa Gurney (1784–1836) ∞ 1806 Samuel Hoare (1783–1847)
4. Samuel Gurney (1786–1856) ∞ 1808 Elizabeth Shepphard († 1855)
5. Joseph John Gurney (1788–1847) ∞ (I) 1817 Jane Birkbeck (1789–1822) et ∞ (II) 1827 Mary Fowler (1802–1835) et ∞ (III) 1841 Eliza Paul Kirkbride (1801–1881)
6. Daniel Gurney (1791–1880) ∞ 1822 Lady Harriet Jemima Hay (1803–1837), fille de William Hay (17e comte d'Erroll).